# Marcel Bon
Marcel Bon (n. 17 martie 1925, Villers-sur-Authie - d. 11 mai 2014, Woincourt, înmormântat la Port-le-Grand) a fost un farmacolog, botanist, micolog și profesor universitar francez. Abrevierea numelui său în cărți științifice este Bon.

## Biografie

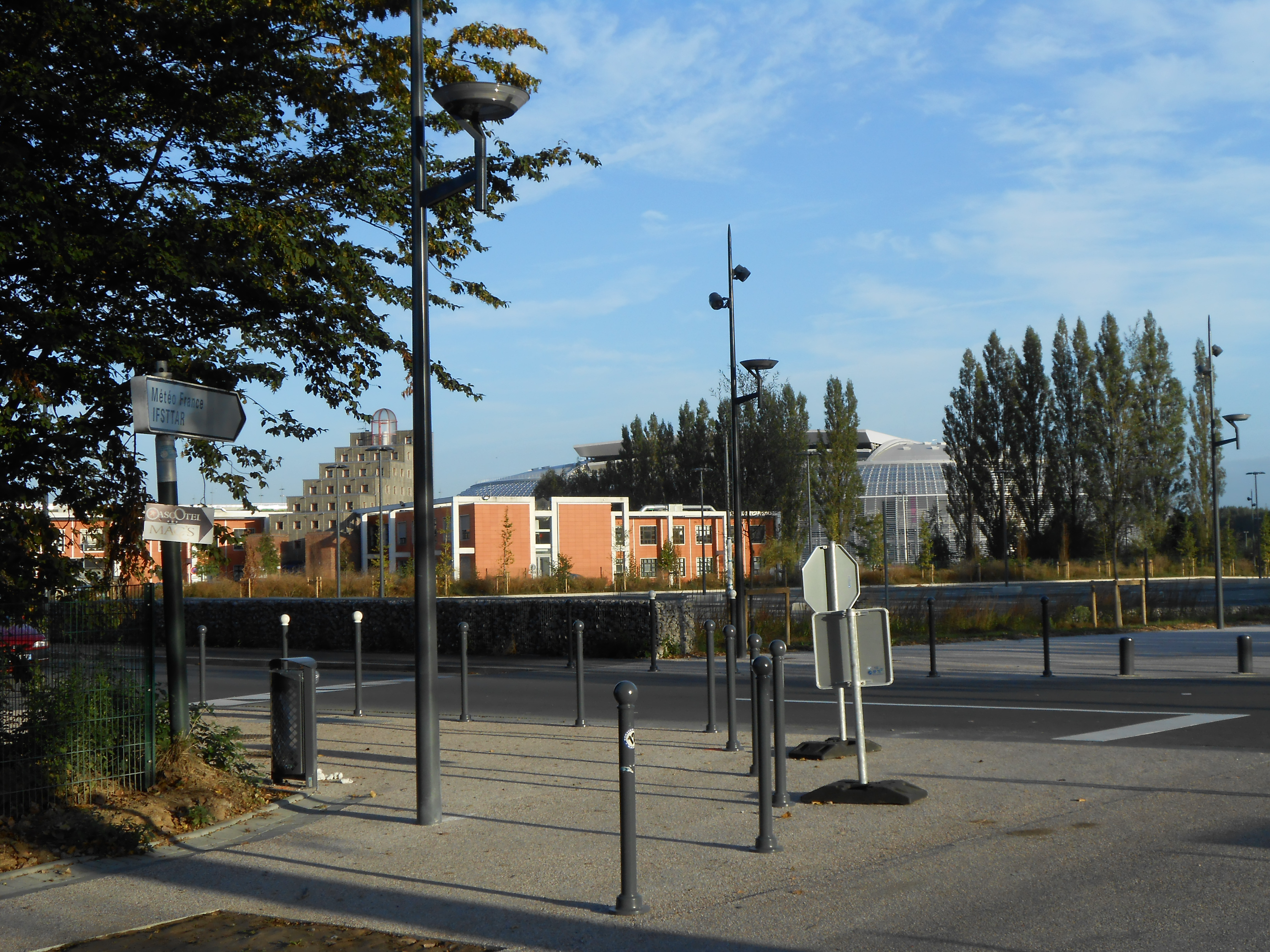
Universitatea din Lille

Marcel Bon a studiat farmacie, mai întâi în Amiens și în timpul celui de al Doilea Război Mondial în Lille. Între anii 1950 și 1977 a fost farmacist în Saint-Valery-sur-Somme unde a deschis un laborator de analiză medicală. Simultan a fost profesor la Facultatea de Farmacie al Universității din Lille.
Inițial atras de botanică, a fost membru în Société Linnéenne Nord-Picardie din Amiens. Interesul pentru ciuperci a apărut prin studiile sale farmaceutice. Ulterior, a primit lecții de la renumita micologă și botanistă franceză Marcelle Louise Fernande Le Gal (1895-1979), de asemenea nativă din Picardia. Dar savantul în acest domeniu cu care a corespondat intensiv peste decenii, făcând schimb de opinii, a fost Henri Romagnesi.
În 1958 a devenit membru al „Societății Micologice Franceze” (Société Mycologique de France). În 1961, când a fost înființată o secție privind micologia la „Societatea Linnaeus” din Amiens, Bon a jucat un rol principal. În 1971, a fondat împreună cu Jean-Marie Géhu jurnalul micologic Documente Mycologiques care a căpătat după scurt timp un renume foarte bun și a cărui editor a fost pentru mulți ani, iar în 1973 sa alăturat „Societății Micologice de Nord” (Société Mycologique du Nord). În 1975 a devenit membru al consiliului de administrație al „Societății Micologice Franceze” care l-a numit membru onorific în 2006.
Din anii 80 a scris câteva cărți semnificative despre bureți, fiind ajutat la formarea imaginilor de către desenatorii englezi John Wilkinson, și Denys Ovenden. Mai departe, a reformat sistematica multor familii de ciuperci, astfel de exemplu cea al Russulaceae.
Marcel bon nu a fost numai un micolog faimos, ci a excelat de asemenea ca botanist, briolog și lichenolog. Pe lângă activităților sale științifice a fost membru în formația de jazz Nouvelle-Orléans, fiind un pianist talentat. Din dragoste pentru regiunea maternă a scris un dicționar pentru limba picardă.
După o boală lungă, Bon s-a stins din viață la 11 mai 2014 în reședința pentru seniori Résidence des Pays de Somme de la Woincourt și a fost înmormântat în cimitirul de la Port-le-Grand, jelit de soție, copii, nepoți și strănepoți.

## Specii denumite de Bon (selecție)
Mai multe secții, subsecții și specii au fost determinate de Bon ca de exemplu:
| - Cuphophyllus, gen, (Donk) Bon (1984) - Hygrocybe sect. obtusae, secție (A.H.Sm. & Hesler) Bon (1989) - Hygrocybe sect. olivaceoumbrini, secție (Fr.) Bon (1989) - Hygrocybe sect. subvitellinae, secție Bon (1976) - Hygrocybe subsect. Aurei, subsecție (Bataille) Bon (1989) - Hygrocybe subsect. Macrosporae, subsecție (R. Haller Bon (1976) - Hygrocybe subsect. Subvitellinae, subsecție (Bon) Bon (1989) | - Agaricus cookeanus, 1983 (Agaricaceae) - Agaricus essettei, 1983 (Agaricaceae) - Amanita contui Bon & Courtec., 1989 (Amanitaceae) - Boletus persoonii Bon, 1988 (Boletaceae) - Cortinarius meinhardii, 1986 (Agaricaceae) - Cuphophyllus colemannianus (A.Bloxam) Bon, 1984 (Hygrophoraceae) - Cuphophyllus lacmus (Schumach.) Bon, 1984 (Hygrophoraceae) - Cuphophyllus pratensis (Schaeff.) Bon, 1984 (Hygrophoraceae) - Galerina bresadolana Bon, 1983 (Hymenogastraceae) - Agaricus wasseri Bon & Courtec., 1985 (Cortinariaceae) | - Hygrocybe helobia (Arnolds) Bon (1976) - Hygrocybe ortoniana Bon (1989) - Hygrocybe paraceracea Bon (1989) - Hygrocybe phaeococcinea (Arnolds) Bon (1985) - Inocybe bresadolana Bon (1983) - Inocybe bulbosissima (Kühner) Bon (1992) - Lactifluus brunneoviolascens (Bon, 1971) Verbeken (2012) - Echinoderma aspera, (Pers.) Bon 1991 (Agaricaceae) - Lepiota wasseri Bon 1993 (Agaricaceae) - Tricholoma argyraceum var. inocybeoides (A.A.Pearson) Bon (1969) |

## Specii de ciuperci denumite după Bon
Mai multe specii de ciuperci au fost denumite în onoarea savantului:
| - Agaricus bonii Wasser, 1995 (Agaricaceae) - Cortinarius bonii Bidaud, Moënne-Locc. & Reumaux, 2001 (Cortinariaceae) - Echinoderma bonii C.E. Hermos. & Jul. Sánchez, 1999 (Agaricaceae) - Leucoagaricus bonii A. Caball, 1997 (Agaricaceae) - Lyophyllum bonii Contu 1996, (Lyophyllaceae) | - Marasmiellus bonii Segedin 1995, (Omphalotaceae) - Ramaria bonii Estrada 1995, (Gomphaceae) - Russula bonii Buyck 1995, (Russulaceae) - Tricholoma bonii Basso & Candusso 1997, (Tricholomataceae) |

## Publicații (selecție)
- Fungorum Rariorum Icones Coloratae, vol. I-XV, Editura J. Cramer, Braunschweig 1966-1986 (împreună cu alții)
- Lichens et pollution atmosphérique en Picardie occidentale, Editura Société linnéenne Nord-Picardie, Amiens 1974
- Le genre Cuphophyllus (Donk) st.nov., în: Documents Mycologiques, Editura Société mycologique du Nord de la France vol. XIV, nr. 56, p. 9-12, Lille 1985
- Les Tricholomes de France et d'Europe Occidentale, Editura Lechevallier, Paris, 1984, ISBN 2720505056, ISBN 9782720505058
- Documents Mycologiques, Editura Société mycologique du Nord de la France, vol. XVIII, nr. 63-64, Lille 1986, p. 66
- The Mushrooms and Toadstools of Britain and North Western Europe, Editura Hodder and Stoughton, Londra 1987 ISBN 9780340399538, ISBN 0 340 39953 8
- Pareys Buch der Pilze, über 1500 Pilze Europas davon 1230 in Farbe, Editura Kosmos-Verlag, Stuttgart 1988, ISBN3-440-13447-4
- Guio de Campo de los Hongos de Europa mas de 1500 especies y variedas descritas 1200 illistraciones en color, Editura Omega, Barcelona 1989, ISBN 8428208654
- Flore Mycologique d'Europe, 5 volume, Editura Association d'ecologie et de mycologie, Lille 1990-1999
- Champignons d'Europe Occidentale, Editura Arthaud, Paris 1988, ISBN 2700307089, ISBN 9782700307085
- Clé monographicue des russules d’Europe, în: Documents Mycologiques, Editura Société mycologique du Nord de la France, vol. XVIII, nr. 70-71, Lille în martie 1988, p. 1-125
- Les collybio-marasmïoïdes et ressemblants ordre Tricholomatales, sous-ordre Collybiineae, Editura Association d'écologie et de mycologie, Lille 1999
- Champignons de France et d'Europe occidentale, Editura Flammarion,Paris 2004, ISBN 2082013219
- Collins Pocket Guide; Mushrooms and Toadstools of Britain and North-Western Europe, Editura HarperCollins Canada, 2004